# Kotschetschum
Der Kotschetschum (russisch Кочечум), auch Kotschetschuma (Кочечума) oder Kotschetschumo (Кочечумо) genannt, ist ein mit etwa 733 km Länge der größte und zugleich ein rechter bzw. nördlicher Zufluss der Unteren Tunguska im Putoranagebirge, dem Nordwestteil des Mittelsibirischen Berglands, jeweils im Norden der Region Krasnojarsk, von Sibirien und Russland (Asien).

## Verlauf
Der Kotschetschum entspringt im Südostteil des Putoranagebirges auf der Südflanke eines 1155 m hohen Bergs auf etwa 960 m Höhe. Er durchfließt die unbesiedelten Südostausläufer des Gebirges in überwiegend südsüdöstlicher Richtung und verläuft dabei durch das Sywermaplateau und Zonen der Waldtundra. 
Schließlich mündet der Kotschetschum als deren Zufluss unmittelbar westlich von Tura, dem früheren Verwaltungszentrum des Autonomen Kreises der Ewenken, auf 126 m Höhe in die Untere Tunguska, die 871 Flusskilometer unterhalb davon in den zum Nordpolarmeer strebenden Jenissei mündet.

## Zuflüsse, Einzugsgebiet und Schiffbarkeit
Zu den Zuflüssen des Kotschetschum, dessen Einzugsgebiet etwa 96.400 km² groß ist, zählen Dagaldyn, Agitkan, Jagtali, Obere Anakit, Untere Anakit, Gugdakan, Chungtukun, Obere Maigungda, Untere  Maigungda, Embentschime, Gutkengde, Korwuntschana, Sengatschangda, Untuun, Turu, Tembentschi und Kondokon. Da der Fluss, abgesehen vom an seiner Mündung gelegenen Tura, durch unbesiedeltes Gebiet fließt, wird er nicht für die Binnenschifffahrt genutzt.

## Eisgang und Hydrographie und Hydrologie
Der Kotschetschum ist etwa von Oktober bis Ende Mai oder Anfang Juni von Eis bedeckt. Wenn anschließend der Permafrostboden der Region antaut und Eis und Schnee schmelzen, entstehen oftmals starke Hochwasser. In Mündungsnähe erreicht der Fluss eine Breite von 300 m bei einer Tiefe von zwei bis drei Meter; die Fließgeschwindigkeit beträgt hier 0,8 m/s.